# Mongoloraphidia milkoi
Mongoloraphidia milkoi is een kameelhalsvliegensoort uit de familie van de Raphidiidae. De soort komt voor in Kirgizië.
Mongoloraphidia milkoi werd voor het eerst wetenschappelijk beschreven door H. Aspöck et al. in 1995.